# 1023
Початок Високого Середньовіччя •  Епоха вікінгів •  Золота доба ісламу •  Реконкіста •  Київська Русь

## Геополітична ситуація
Візантію очолює Василій II Болгаробійця. Генріх II є імператором Священної Римської імперії.
Королем Західного Франкського королівства є, принаймні формально, Роберт II Побожний.
Апеннінський півострів розділений між численними державами: північ належить Священній Римській імперії, середню частину займає Папська область, на південь від Римської області лежать невеликі незалежні герцогства, півдненна частина півострова належать Візантії. Південь Піренейського півострова займає Кордовський халіфат, охоплений міжусобицею. Північну частину півострова займають християнські королівство Леон (Астурія, Галісія), де править Альфонсо V, Наварра (Арагон, Кастилія) та Барселона.
Канут Великий є королем Англії й Данії.
У Київській Русі княжить Ярослав Мудрий. У Польщі править Болеслав I Хоробрий. У Хорватії триває правління Крешиміра III. Королівство Угорщина очолює Стефан I.
Аббасидський халіфат очолює аль-Кадір, в Єгипті владу утримують Фатіміди, в Середній Азії — Караханіди, у Хорасані — Газневіди. У Китаї продовжується правління династії Сун. Значними державами Індії є Пала, Пратіхара, Чола. В Японії триває період Хей'ан.

## Події
- Тмутараканський князь Мстислав Хоробрий розпочав похід на Київ проти князя Ярослава. Цього або наступного року Мстислав захопив Чернігів.
- У Західному Франкському королівстві розпочалася війна між королем Робертом II Побожним та Едом де Блуа.
- Населення Кордови повстало проти халіфа Аль-Касима й берберів, на яких він спирався. Після втечі Аль-Касима халіфом проголошено Абд ар-Рахіма V.
- Каді Севільї Аббад I захопив владу в місті. Він став засновником династії Аббадитів.
- Газневіди захопили Трансоксанію.